# Ынталы (Панфиловский район)
Ынталы (каз. Ынталы) — село в Панфиловском районе Жетысуской области Казахстана. Входит в состав Коныроленского сельского округа. Код КАТО — 195643500.

## Население
В 1999 году население села составляло 726 человек (356 мужчин и 370 женщин). По данным переписи 2009 года, в селе проживали 652 человека (329 мужчин и 323 женщины).